# 神奈川県道110号中山停車場線
神奈川県道110号中山停車場線（かながわけんどう110ごう なかやまていしゃじょうせん）は、神奈川県横浜市緑区内を通る一般県道である。県道109号と中山駅南口までを結ぶ約300mの短い道路である。

## 概要
- 起点：横浜市緑区中山町
- 終点：横浜市緑区寺山町
- Google マップ

## 通過する自治体
- 神奈川県
  - 横浜市（緑区）

## 経路および交差する道路・鉄道路線など
- 神奈川県横浜市
  - 横浜線
  - 神奈川県道109号青砥上星川線

## 沿線の主な施設
- JR横浜線・地下鉄グリーンライン 中山駅
- 緑郵便局
- 緑区役所
- 緑消防署